# L'embrouille est dans le sac
Pour plus de détails, voir Fiche technique et Distribution.
L'embrouille est dans le sac ou Oscar au Québec (Oscar) est un film américain réalisé par John Landis et sorti en 1991. Il s'agit d'une adaptation cinématographique de la pièce de théâtre Oscar (1958) de Claude Magnier, déjà adaptée au cinéma (Oscar) en 1967 par Édouard Molinaro avec Louis de Funès.
Le film reçoit des critiques majoritairement négatives et est un échec commercial. Il s'agit de l'une des premières comédies avec Sylvester Stallone.

## Synopsis
À New York, en 1931, le gangster Angelo « Snaps » Provolone essaye de se ranger pour retrouver le bon chemin, mais son entourage ne l'entend pas de cette oreille.

## Fiche technique
Sauf indication contraire, les informations mentionnées dans cette section peuvent être confirmées par la base de données cinématographiques IMDb,  présente dans la section « Liens externes ».
- Titre original et québécois : Oscar
- Titre français : L'embrouille est dans le sac
- Réalisation : John Landis
- Scénario : Michael Barrie et Jim Mulholland (en), d'après la pièce de théâtre Oscar de Claude Magnier
- Direction artistique : William Ladd Skinner
- Décors : Bill Kenney
- Costumes : Deborah Nadoolman
- Photographie : Mac Ahlberg
- Montage : Dale Beldin
- Musique : Elmer Bernstein
- Production : Leslie Belzberg
- Producteurs délégués : Alex Ponti et Joseph S. Vecchio
- Sociétés de production : Joseph S. Vecchio Entertainment, Touchstone Pictures et Silver Screen Partners IV
- Sociétés de distribution : Buena Vista Pictures Distribution (États-Unis), Warner Bros. (France)
- Budget : 35 millions de dollars
- Pays de production :  États-Unis
- Langue originale : anglais
- Format : 35 mm - Couleur Technicolor - 1.85:1
- Genre : comédie policière
- Durée : 109 minutes
- Dates de sortie[1] :
  - États-Unis : 26 avril 1991
  - France : 28 août 1991

## Distribution
- Sylvester Stallone (VF : Richard Darbois ; VQ : Dominique Briand) : Angelo « Snaps » Provolone
- Ornella Muti (VF : Micky Sébastian) : Sofia Provolone
- Marisa Tomei (VF : Laurence Crouzet ; VQ : Élise Bertrand) : Lisa Provolone
- Peter Riegert (VF : Jérôme Keen) : Aldo
- Tim Curry (VF : Bernard Alane ; VQ : Normand Chouinard) : le Dr. Thornton Poole
- Vincent Spano (VF : Jean-Philippe Puymartin) : Anthony Rossano
- Eddie Bracken (VF : Roger Carel) : « Five Spot » Charlie
- Elizabeth Barondes (VF : Dominique Chauby) : Theresa
- Chazz Palminteri (VF : Marc Alfos) : Connie
- Joycelyn O' Brien (VF : Marion Game) : Nora
- Don Ameche (VF : Henri Labussière) : le Père Clemente
- Kurtwood Smith (VF : Yves Barsacq ; VQ : Hubert Gagnon) : le lieutenant Toomey
- Art LaFleur (VF : Mario Santini ; VQ : Yves Massicotte) : l'officier Quinn
- Robert Lesser (VF : Christian Pélissier) : l'officier Keough
- Linda Gray (VF : Évelyn Séléna) : Roxanne
- Yvonne De Carlo (VF : Jane Val ; VQ : Dyne Mousso) : la tante Rosa
- Ken Howard (VF : Benoît Allemane) : Kirkwood
- William Atherton (VF : Michel Paulin) : Overton
- Martin Ferrero (VQ : Vincent Davy) : Luigi Finucci
- Harry Shearer : Guido Finucci
- Mark Metcalf (VF : Jacques Brunet) : Milhous
- Sam Chew, Jr. (VF : Jacques Ciron) : Van Leland
- Joey Travolta : Ace
- Richard Romanus (VF : Joseph Falcucci ; VQ : Jean Fontaine) : Vendetti
- Paul Greco (en) (VF : Jean Lescot) : Schemer
- Richard Foronjy (VF : Régis Ivanov) : Knucky
- Arleen Sorkin (VF : Odile Schmitt) : la manucure
- Marshall Bell : un reporter
- Kirk Douglas (VF : Roger Rudel) : Eduardo Provolone
- Tony Munafo (VF : Michel Fortin) : Frankie the Roach
- Jim Mulholland (VF : William Coryn) : Oscar
- Kai Wulff (VF : Robert Darmel) : Underwood Chauffeur
- Tino Insana : Tiny the Iceman (non crédité)
- Joe Dante (caméo non crédité)
- Jim Abrahams : le facteur (caméo non crédité)

## Production
Un premier projet d'adaptation de la pièce de théâtre Oscar de Claude Magnier devait mettre en vedette Danny DeVito, sous la direction de Charles Crichton. Dans les années 1980, John Landis envisage à son tour d'adapter la pièce, avec John Belushi dans le rôle principal. Mais le projet est abandonné après le décès de l'acteur en 1982. Le film est relancé quelques années plus tard, toujours avec John Landis à la réalisation. John Landis souhaite désormais Al Pacino pour le rôle principal. L'acteur se voit offrir un salaire de 2 millions de dollars mais obtient ensuite une proposition de 3 millions pour tourner dans Dick Tracy. Le rôle revient alors à Sylvester Stallone, qui n'avait jusque là tourné aucune comédie hormis un rôle de figurant dans Bananas (1971) de Woody Allen.
Avant de revenir à Kirk Douglas, le rôle d'Eduardo Provolone a été proposé à Victor Mature. Comme dans plusieurs de ses films, John Landis offre des rôles caméo à d'autres réalisateurs, ici Jim Abrahams et Joe Dante.
Le tournage a lieu de septembre à novembre 1990. Il se déroule à Los Angeles ainsi qu'à Orlando en Floride. Il est le premier film tourné aux Disney-MGM Studios dans le parc Disney's Hollywood Studios. Le tournage est notamment marqué par un violent incendie qui détruit plusieurs décors, plusieurs caravanes d'acteurs, des costumes et plusieurs voitures anciennes. La production sera stoppée durant deux semaines.
John Landis déclare qu'il a voulu, avec ce film, rendre hommage aux films de comédie loufoque (screwball comedy) et qu'il l'a ainsi tourné comme un film des années 1930 :

« C'est une farce située en 1931, une sorte de rencontre entre Damon Runyon et Feydeau. J'ai tourné délibérément le film avec un style maniéré, en essayant de retrouver le look et les sensations des comédies hollywoodiennes des années 30 »

## Musique
La musique du film est composée par Elmer Bernstein. Il reprend des compositions de l'opéra Le Barbier de Séville de Gioachino Rossini. Le premier morceau de la bande originale, commercialisée par Varèse Sarabande, reprend ainsi l'air Largo al factotum ici interprété par Earle Patriarco. L'album contient également des chansons non originales de Bing Crosby ou encore Duke Ellington.
Liste des titres
1. Largo al factotum (interprété par Earle Patriarco) (4:42)
2. Grifting (5:43)
3. Lisa Dreams (3:46)
4. Tea and Romance (4:29)
5. Revelations (5:27)
6. Cops and Real Crooks (composé et interprété par Ralph Grierson) (5:45)
7. Sweet Georgia Brown - Bing Crosby (2:54)
8. Rockin' in Rhythm - Duke Ellington & His Orchestra (3:21)
9. Tea for Two - Fred Waring & His Pennsylvanians (3:21)
10. Plain Dirt - McKinney's Cotton Pickers  (2:38)

## Accueil
Le film reçoit des critiques globalement très négatives. Sur l'agrégateur américain Rotten Tomatoes, il ne récolte que 12 % d'opinions favorables pour 17 critiques et une note moyenne de 3,69⁄10.
Gene Siskel du Chicago Tribune donne au film la note de 3⁄4. S'il décrit la première partie comme « désastreuse », il trouve que le film est en partie sauvé par « le travail vraiment amusant de seconds rôles extrêmement talentueux ». Autre journaliste du Tribune, Dave Kehr écrit notamment « Landis fait de son mieux pour donner au matériau un rythme de dessin animé et un sens stylisé du mouvement ... mais le scénario laborieux et répétitif de Michael Barrie et Jim Mulholland le tue. »
Entertainment Weekly donne au film la note D+ : « Le réalisateur John Landis exécute la mécanique de la farce sans laisser aucune trace de la vitesse ou de l'effervescence qu'exige ce matériau. Chaque rire est conçu. »
En plus de critiques négatives, le film est un échec commercial. Produit pour 35 millions de dollars, il ne rapporte que 23 millions sur le sol américain et un total de 25 862 716 $ dans le monde. En France, il n'attire que 62 268 spectateurs en salles,.
John Landis avouera plus tard que le film aurait sûrement mieux fonctionné avec Al Pacino — son premier choix — dans le rôle principal. Sylvester Stallone déclarera plus tard que son interprétation de Snaps aurait dû être plus cynique et proche de celle de Louis de Funès dans l'adaptation française de la pièce.

## Distinctions
Le film est plusieurs fois nommé lors des Razzie Awards de 1992 : pire acteur (Sylvester Stallone), pire réalisateur (John Landis) et pire actrice dans un second rôle (Marisa Tomei).

## Commentaire
L'affiche du film, représentant Sylvester Stallone suspendu dans le vide et s'accrochant l'aiguille d'une horloge, renvoie à un succès culte, le film Monte là-dessus ! (1923).